# Gerrit de Fijter
Gerrit de Fijter (Andel, 20 augustus 1945) is een Nederlandse predikant. Hij was van 2007 tot 2009 voorzitter van de synode van de Protestantse Kerk in Nederland.

## Levensloop
De Fijter begon op zijn 18e als medewerker op een handelskantoor. Vanaf 1964 was hij werkzaam als gemeenteambtenaar bij de gemeenten Andel, Giessen en Rijswijk. Daarnaast was hij ook leraar godsdienst op het Wilhelminacollege in Culemborg. In 1963, op een iets latere leeftijd, ging hij alsnog theologie studeren aan de Rijksuniversiteit Utrecht. Kerkelijk gezien behoorde hij tot de Gereformeerde Bond. In 1979 kreeg hij een aanstelling tot predikant bij de Groningse hervormde gemeenten van Siddeburen, Wagenborgen, Tjuchem en Steendam. Vanaf 1991 kreeg hij een aanstelling als predikant voor buitengewone werkzaamheden in de Hervormde Kerk bij het missionair diaconaal centrum De Herberg in Oosterbeek. Later volgden gemeenten in Vriezenveen (1993) en Kampen (1999).
Naast zijn werk als predikant had hij verschillende nevenfuncties. Hij zat meer dan tien jaar in het bestuur van de Hervormde Bond voor Inwendige Zending. Ook was hij voorzitter van de Gereformeerde Bond in Groningen-Drenthe. Daarnaast was hij medeoprichter van Stichting Verslavingszorg Noord West Twente in Rijssen en lid van de generale synode van de Nederlandse Hervormde Kerk.
Als lid van de synode van de Nederlandse Hervormde Kerk en als lid van de Gereformeerde Bond baarde hij opzien door op 12 december 2003 voor de fusie die zou leiden tot de vestiging van de PKN, te stemmen. Dit werd hem door een deel van de Gereformeerde Bond kwalijk genomen. Eerder had hij wel tegen de aanvaarding van de kerkorde gestemd, maar hij vond de inhoud daarvan uiteindelijk niet genoeg reden om buiten de PKN te gaan.
De Fijter werd in 2003 gevraagd om zitting de te nemen in het moderamen van de Protestantse Kerk (het dagelijks bestuur). Hij ging daar na enige twijfeling op in. De Fijter werd benoemd als vicevoorzitter. In 2007 werd hij benoemd tot voorzitter van de generale synode als opvolger van Jan-Gerd Heetderks.
Vanuit deze functie was De Fijter de initiator van de Nationale Synode. Hij lanceerde het idee voor een synode van alle protestantse kerken in februari 2009 in een column in het Centraal Weekblad. Deze bijeenkomst zou gericht moeten zijn op de eenheid van de kerk, en om dit ook naar buiten toe te laten zien. Het idee werd opgepikt en er werd een stuurgroep gevormd waarin De Fijter zelf ook zitting had. De Nationale Synode had uiteindelijk plaats op 10 en 11 december 2010 in Dordrecht. Het grootste deel van de protestantse kerken werkten mee aan de synode. Op 23 april 2009 werd De Fijter opgevolgd als voorzitter van de synode door Peter Verhoeff.

## Kritiek
Ook kwam De Fijter veel in het nieuws met zijn kritiek op de atheïstische dominee Klaas Hendrikse. Deze ontkende het bestaan van God. De Fijter reageerde door te stellen dat "een werknemer van Albert Heijn zijn langste tijd wel heeft gehad als hij verkondigt dat je in deze winkel niet moet zijn".

## Persoonlijk
De Fijter is getrouwd en heeft zes kinderen.